# Okupacja niemiecka Krasnodaru
Niemiecka okupacja Krasnodaru – okupacja Krasnodaru przez Niemców w czasie II wojny światowej w latach 1942–1943.
Atak wojsk niemieckich 17 Armii gen. Richarda Ruoffa na Krasnodar rozpoczął się 6 sierpnia 1942 roku. Był on częścią planu Edelweiss, mającego doprowadzić do opanowania Kubania i Północnego Kaukazu, a następnie Zakaukazia. Miasto zostało zdobyte po ciężkich walkach 7 sierpnia. W pierwszych dniach okupacji trwała niekontrolowana grabież Krasnodaru.
Po jej opanowaniu Niemcy przystąpili do tworzenia struktur władzy okupacyjnej. Utworzono niemiecką komendanturę miasta, dowództwo żandarmerii polowej i Geheime Feldpolizei. Powstał kolaboracyjny urząd miejski.
10 sierpnia niemiecki komendant polowy zwołał zebranie 25–30 antysowiecko nastawionych przedstawicieli inteligencji Krasnodaru, którzy 11 sierpnia wybrali burmistrzem miejscowego adwokata Michaiła A. Woronkowa. Funkcję jego zastępcy objął W. N. Pietrow. Urząd składał się m.in. z wydziałów policji, prawnego, finansowego, przemysłowego. Faktyczną władzę sprawowali jednak Niemcy, zaś burmistrz i jego urzędnicy wykonywali tylko ich polecenia. Następnie utworzono 4 zarządy „rejonowe” na czele ze starostami.
Po krajowym zjeździe ziemskim, który odbył się w Krasnodarze, na prowincji zaczęły powstawać w miejsce rozwiązywanych kołchozów i sowchozów tzw. „gromadzkie gospodarstwa”, odpowiadające za zbiór zboża i przekazywanie okupantom produktów rolniczych. Organem prasowym urzędu miejskiego była gazeta „Kubań”, której redaktorem naczelnym został W. Nordiel (aresztowany i zabity przez Niemców). Okupanci otworzyli bibliotekę miejską, kinoteatr „Колосс” i teatr miniatur, ale były one dostępne jedynie dla Niemców. Podjęli oni starania o uruchomienie instytucji komunalnych i zakładów przemysłowych. Od jesieni pracę podjęły z powrotem wodociągi, zajezdnia tramwajowa, piekarnia nr 2, elektrownia, rafineria, fabryki oleju (Siewiernaja i Kuzniecznaja) oraz fabryka im. Siedina. 9 września nowym burmistrzem został S. N. Liaszewski, zaś 8 grudnia kolejny, adwokat Wasilij A. Smykow.
W tym miesiącu władze miejskie przeprowadziły spis miejscowej ludności z podziałem na 3 kategorie: żyjących w Krasnodarze do okresu okupacji, przybyłych do miasta już po jego zajęciu przez Niemców oraz przeznaczonych do aresztowania i likwidacji, tj. komunistów, Żydów, partyzantów i czerwonoarmistów. Wyłapywanie i aresztowania tej kategorii mieszkańców miasta prowadziła policja pomocnicza. Aresztowani byli przekazywani niemieckiemu oddziałowi specjalnemu Sonderkommando SS 10A. Jego kwatera znajdowała się w tzw. domu Gestapo na rogu ulic Ordżonikidze i Siedina. Tam odbywały się też rozstrzelania części osób.
W Krasnodarze Niemcy po raz pierwszy na okupowanych terenach ZSRR zastosowali zabijanie ludzi gazem w samochodzie ciężarowym, do którego wchodziło za jednym razem 60–80 osób. W ten sposób zginęło ponad 7 tys. Rosjan. Na obszarze miasta powstało kilka obozów jenieckich, z których największym był obóz Nr 162, mieszczący się na stadionie piłkarskim Dynamo (osadzono w nim ponad 10 tys. czerwonoarmistów).
Niemcy zamierzali pozyskać dla swojej władzy część mieszkańców Krasnodaru, a szczególnie Kozaków kubańskich. Miał być dla nich utworzony na Kubaniu specjalny obwód autonomiczny ze stolicą w Krasnodarze, na co uzyskano zgodę władz III Rzeszy. Kozakom gwarantowano prawa kulturalne, religijne i oświatowe.
Krasnodar został wyzwolony 12 lutego 1943 r. przez oddziały sowieckich 18 i 46 Armii. Jako pierwszy do miasta wkroczył pluton zwiadu konnego por. Krapiwy z 121 Pułku 9 Dywizji Strzelców Górskich. Ofiarami niemieckiej okupacji miasta padło ok. 13 tys. ludzi. Ku ich pamięci wzniesiono po wojnie monument. W połowie lipca 1943 roku odbył się otwarty proces sądowy kolaborantów, w większości b. członków Sonderkommando 10-A.